# JR Kyoto-lijn
De JR Kyoto-lijn  (JR京都線; JR Kyōto-sen) is een spoorweglijn van de West Japan Railway Company (JR West). Het is de naam van het deel van de Tōkaidō tussen Kyoto en Osaka in de prefecturen Kyoto en Osaka. De lijn maakt deel uit van het netwerk van openbaar vervoer in de agglomeratie Osaka-Kobe-Kyoto. 

## Geschiedenis
Er rijden sinds 1876 treinen op het traject van de JR Kyoto-lijn, waarbij het stuk tussen Ōsaka en Mukōmachi het oudst is. Na meer dan 100 jaar, in 1988, besloot JR om het stuk tussen Kyoto en Osaka te hernoemen tot de JR Kyoto-lijn.

## Treinen
- Shinkaisoku (新快速, intercity) stopt in Kyoto, Takatsuki, Shin-Ōsaka, and Ōsaka.
- Kaisoku (快速, sneltrein) stopt in Kyoto, Nagaokakyō, Takatsuki, Ibaraki, Shin-Ōsaka, and Ōsaka.
- Futsu (普通, stoptrein) stopt op elk station.

Daarnaast rijden er ook enkele lange-afstandstreinen naar de luchthaven Kansai (genaamd Haruka) en naar bestemmingen aan de Hokuriku-lijn (genaamd  Thunderbird en Raichō)

## Stations
| Station          | Japans   | Verbindingen | Wijk        | Stad       | Prefectuur |
| ---------------- | -------- | --- | ----------- | ---------- | ---------- |
| Kyoto            | 京都     | JR West: Tokaido Shinkansen, JR Biwako-lijn, Sanin-lijn, Kosei-lijn, Nara-lijn Kintetsu: Kyoto-lijn Metro van Kyoto: Karasuma-lijn                                                                                  | Shimogyō-ku | Kyoto      | Kyoto      |
| Nishiōji         | 西大路   | | Minami-ku   | Kyoto      | Kyoto      |
| Katsuragawa      | 桂川     | | Minami-ku   | Kyoto      | Kyoto      |
| Mukōmachi        | 向日町   | | Mukō        | Mukō       | Kyoto      |
| Nagaokakyō       | 長岡京   | | Nagaokakyō  | Nagaokakyō | Kyoto      |
| Yamazaki         | 山崎     | | Ōyamazaki   | Ōyamazaki  | Kyoto      |
| Shimamoto        | 島本     | | Shimamoto   | Shimamoto  | Ōsaka      |
| Takatsuki        | 高槻     | | Takatsuki   | Takatsuki  | Ōsaka      |
| Settsu-Tonda     | 摂津富田 | | Takatsuki   | Takatsuki  | Ōsaka      |
| Ibaraki          | 茨木     | | Ibaraki     | Ibaraki    | Ōsaka      |
| Senrioka         | 千里丘   | | Settsu      | Settsu     | Ōsaka      |
| Kishibe          | 岸辺     | | Suita       | Suita      | Ōsaka      |
| Suita            | 吹田     | | Suita       | Suita      | Ōsaka      |
| Higashi-Yodogawa | 東淀川   | | Yodogawa-ku | Ōsaka      | Ōsaka      |
| Shin-Ōsaka       | 新大阪   | JR Central: Tokaido Shinkansen JR West: Sanyo Shinkansen en JR Kyoto-lijn(Tokaido-lijn) | Yodogawa-ku | Ōsaka      | Ōsaka      |
| Ōsaka            | 大阪     | JR West: JR Kyoto-lijn, Osaka-ringlijn Hankyu: Hankyu Kyoto-lijn, Hankyu Kobe-lijn, Hankyu Takarazuka-lijn Hanshin: Hanshin–lijn Metro van Osaka: Midosuji-lijn (M16) , Yotsubashi-lijn (Y11), Tanimachi-lijn (T20) | Kita-ku     | Ōsaka      | Ōsaka      |

(Biwako-lijn<<) · Kyoto · Nishiōji · Katsuragawa · Mukōmachi · Nagaokakyō · Yamazaki · Shimamoto · Takatsuki · Settsu-Tonda · Ibaraki · Senrioka · Kishibe · Suita · Higashi-Yodogawa ·  Shin-Ōsaka · Ōsaka · (>>JR Kōbe-lijn) 

Shinkansen: Sanyō

Hoofdlijn: Hokuriku · Kansai · Kisei · San'in · Sanyō · Takayama · Tōkaidō

Regionaal: Akō · Bantan · Etsumi-Hoku · Fukuchiyama · Fukuen · Gantoku · Geibi · Hakubi · Hibi · Honshi-Bisan · Inbi · Jōhana · Kabe · Kakogawa · Katamachi · Kibi · Kishin · Kisuki · Kure · Kusatsu · Maizuru · Mine · Nanao · Ohama · Oito · Onoda · Sakai · Sakurai · Sanko · Tsuyama · Ube · Uno · Wakayama · Yamaguchi

Voorstadsnetwerk:  Biwako ·  Gakkentoshi (Katamachi) ·  Hanwa ·  Kansai Airport ·  Kobe ·  Kosei ·  Kioto · Nara · Osaka-ringlijn · Osaka Higashi ·  Sagano ·  Tozai ·  Yamatoji · Yumesaki